# Zusters van Barmhartigheid van Billom
De Zusters van Barmhartigheid van Billom (Frans: Sœurs de la Miséricorde de Billom), ook bekend als Zusters van de Miséricorde, is een van oorsprong Franse rooms-katholieke kloostercongregatie voor vrouwelijke religieuzen. Eind 2017 telde de congregatie drie 'huizen' (kloosters, communauteiten) en veertien religieuzen. Het generalaat bevindt zich in Clermont-Ferrand.

## Geschiedenis
De congregatie werd in 1803 gesticht door Claude Mestre te Billom. Deze hield zich bezig met onderwijs, ziekenverzorging en verpleging. De Franse seculariseringspolitiek noopte de zusters in 1903 om Frankrijk te verlaten. In 1902 was reeds een leegstaand klooster in Eckelrade verworven en in hetzelfde jaar werd een klooster met pensionaat opgezet te Cadier en Keer. In Eckelrade werd een filiaal van dit pensionaat opgezet. Hier werd onderwijs gegeven, waaronder nuttige handwerken zoals naaien en borduren.
In 1922 werd te Zesgehuchten bij Geldrop een openbare meisjesschool geopend. De parochie van Zesgehuchten wenste echter een bijzondere meisjesschool. Vanaf 1925 waren er zusters in Zesgehuchten aanwezig en werd kleuter- en lager onderwijs aan meisjes verzorgd. Ook gaven zij Franse les. Vanaf de jaren '60 van de 20e eeuw tot 1987 wijdden een aantal zusters zich aan de bejaardenzorg in Huize De Akert te Geldrop.